# Incisa in Val d’Arno
Incisa in Val d’Arno ist eine Fraktion der italienischen Gemeinde Figline e Incisa Valdarno in der Metropolitanstadt Florenz, Region Toskana.

## Geografie

Lage von Incisa in der Provinz Florenz

Incisa in Val d’Arno liegt etwa 20 km südöstlich von Florenz auf der orographisch linken Seite des Arno. Der Ort erstreckt sich über etwa 27 km².

## Geschichte
Am 1. Januar 2014 gründete Incisa in Val d’Arno mit der Nachbargemeinde Figline Valdarno die neue Gemeinde Figline e Incisa Valdarno. Zur Gemeinde Incisa in Val d’Arno gehörten auch die Fraktionen Burchio, La Fonte, La Massa, Le Valli, Loppiano, Palazzolo, Pian dell’Isola, Poggio alla Croce, San Michele und Santa Maria Maddalena. Loppiano ist stark von der Fokolar-Bewegung geprägt, die dort 1964 ihre erste Siedlung errichtete. Die Nachbargemeinden waren Figline Valdarno, Greve in Chianti, Reggello und Rignano sull’Arno.

## Sehenswürdigkeiten
- Chiesa dei Santi Cosma e Damiano al Vivaio, seit 1309 Kloster, 1514[2] errichtete Kirche der Franziskaner.

## Wirtschaft
Incisa in Val d’Arno (Ortsteil Pian dell’Isola) ist Produktionsstandort für Dolce & Gabbana.

## Persönlichkeiten
- Sante Ceccherini (1863–1932), General, Politiker und Fechter

## Gemeindepartnerschaften
- Erzhausen, Deutschland, seit 2007[2].
- Malgrat de Mar, Spanien, seit 2008[2].